# Carl Eduard-Oorlogskruis

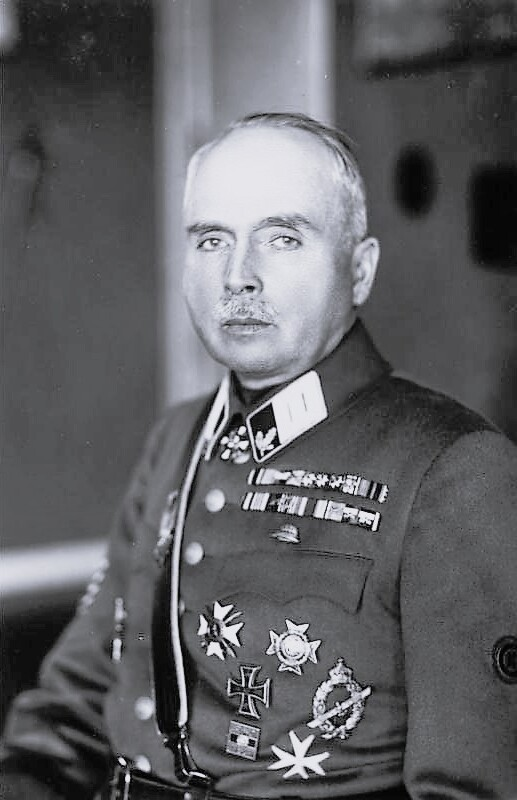
Karel Eduard met op zijn borst zijn oorlogskruis

Het Carl Eduard-Oorlogskruis (Duits: Carl Eduard-Kriegskreuz) was een op 9 juli 1916 ingestelde militaire onderscheiding van het kleine Duitse hertogdom Saksen-Coburg en Gotha. Het werd voor dapperheid en bijzondere verdienste aan het front tijdens de Eerste Wereldoorlog toegekend. In het stichtingsbesluit heet het dat het kruis wordt toegekend aan "Landeskinder des Herzogtums für ihre ruhmvolle Beteiligung an dem Krieg". De stichter, Karel Eduard van Saksen-Coburg en Gotha (Duits: Carl Eduard) noemde het kruis naar zichzelf. Om voor het kruis in aanmerking te komen moest men het IJzeren Kruis Ie Klasse bezitten en in het 6. Thüringischen Infanterie-Regiment Nr. 95 dienen. Onderdanen van Saksen-Coburg en Gotha die elders in de Duitse strijdkrachten dienden kwamen ook voor het kruis in aanmerking. Op persoonlijk initiatief van de hertog konden ook anderen worden benoemd
Het achtpuntige zilveren kruis met de op de kruisarmen gelegde groen geëmailleerde lauwerkrans werd op de linkerborst gedragen. Er was ook een onderscheiding met briljanten, een Carl Eduard-Oorlogskruis dat met briljanten was versierd. In het centrale medaillon staat het monogram van de stichter, een gekroonde C E. Het kruis werd 99 maal uitgereikt, twee van deze kruisen werden met diamanten versierd. Men droeg het kruis als een broche op de linkerborst. Het kruis werd met een rechte pin en een oog bevestigd. De kruisen werden door hofjuwelier Bury und Leonhardt in Hanau geleverd. Er werden volgens Nimmergut alleen zilveren kruisen besteld, Arco Weihs spreekt ook van verzilverde bronzen kruisen. De zilveren kruisen wegen 28,4 gram en zijn 42 millimeter hoog. Alleen de commandant van het VIe Thüringischen Infanterie-Regiments Nr. 95, kolonel von Selle droeg het diamanten versierde kruis. Een tweede op deze wijze versierd kruis was in het bezit van de hertog.
Op de keerzijde staat het motto – FIDELITER – ET – CONSTANTER – rond het wapen van Saksen-Coburg en Gotha.
Er zijn bronzen kruisen zonder krans of pin bekend. Dit zijn waarschijnlijk halffabricaten. Ze wegen 20-25 gram.

## Gedecoreerden
- Paul von Hindenburg
- Fritz von Selle
- Rolf Mämpel IR Nr. 95.[3]
- Gotthard Heinrici[4]
- Andreas von Aulock (18 juli 1916)[5]
- Luitenant "bataillonsadjutant" Fritz Johann Haase[6]
- Georg Kraut[7]